# Sean Collins (Eishockeyspieler, 1988)
Sean Collins (* 29. Dezember 1988 in Saskatoon, Saskatchewan) ist ein kanadischer Eishockeyspieler, der seit Juli 2023 beim österreichischen Klub EHC Linz aus der ICE Hockey League unter Vertrag steht und dort auf der Position des Centers spielt. Zuvor absolvierte Collins unter anderem über 300 Spiele in der American Hockey League (AHL) und stand in 21 Spielen für die Columbus Blue Jackets sowie Washington Capitals in der National Hockey League (NHL) auf dem Eis.

## Karriere
Collins begann seine Karriere in der Saison 2006/07 bei den Waywayseecappo Wolverines in der kanadischen Juniorenliga Manitoba Junior Hockey League, wo er zwei Spielzeiten verbrachte. Zwischen 2008 und 2012 stand er für die Universitätsmannschaft der Cornell University in der ECAC Hockey, welche in den Spielbetrieb der National Collegiate Athletic Association eingegliedert ist, auf dem Eis. Im März 2012 erhielt Collins einen Vertrag bei der National-Hockey-League-Organisation der Columbus Blue Jackets, welche sich zuvor im Rahmen des NHL Entry Draft 2008 die Transferrechte am Angreifer gesichert hatten. Auch bedingt durch den Lockout spielte der Kanadier die erste Hälfte der Saison 2012/13 beim Farmteam Springfield Falcons, ehe er im Februar 2013 erstmals in den Kader der Blue Jackets berufen wurde und bei der 2:3-Niederlage gegen die Anaheim Ducks sein Debüt in der höchsten Spielklasse Nordamerikas gab. In den folgenden zweieinhalb Jahren konnte sich der Linksschütze jedoch nicht im NHL-Kader etablieren und verbrachte einen Großteil der Zeit in der AHL.
Im Juli 2015 unterschrieb Collins einen Einjahresvertrag bei den Washington Capitals, wo er mit Ausnahme von zwei NHL-Einsätzen beim Farmteam Hershey Bears in der AHL eingesetzt wurde. Im Juli 2016 wechselte er zum neu gegründeten Klub Kunlun Red Star aus der Kontinentalen Hockey-Liga. Ein Jahr später wechselte er innerhalb der KHL zum HK Sotschi, für den er bis April 2020 aktiv war. Anschließend kehrte er zu Kunlun Red Star zurück. Ab März 2021 lief Collins für die Adler Mannheim aus der Deutschen Eishockey Liga (DEL) auf und wechselte im Juni desselben Jahres zu Hämeenlinnan Pallokerho (HPK) aus der finnischen Liiga. Im August 2022 wechselte er zum EHC Olten in die Schweiz, für den er bis zum Saisonende 2022/23 aktiv war. Danach zog es den Stürmer im Juli 2023 zum österreichischen Klub EHC Linz aus der ICE Hockey League.

## Erfolge und Auszeichnungen
- 2009 ECAC All-Academic Team
- 2010 Whitelaw-Cup-Gewinn mit der Cornell University

## Karrierestatistik
Stand: Ende der Saison 2024/25
(Legende zur Spielerstatistik: Sp oder GP = absolvierte Spiele; T oder G = erzielte Tore; V oder A = erzielte Assists; Pkt oder Pts = erzielte Scorerpunkte; SM oder PIM = erhaltene Strafminuten; +/− = Plus/Minus-Bilanz; PP = erzielte Überzahltore; SH = erzielte Unterzahltore; GW = erzielte Siegtore; 1 Play-downs/Relegation; Kursiv: Statistik nicht vollständig)